# 모시쿠주

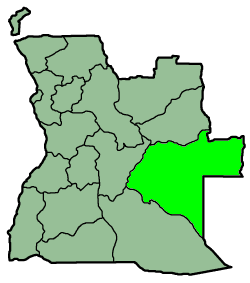
모시쿠 주의 위치

모시쿠주(Moxico)는 앙골라의 주로, 주도는 루에나이며 면적은 223,023km2, 인구는 약 230,000명이다. 앙골라 완전 독립 민족 동맹(UNITA)의 지도자인 조나스 사빔비가 태어난 곳으로서 앙골라 내전 때에는 앙골라 완전 독립 민족 동맹의 활동 거점이기도 했다. 2002년 조나스 사빔비가 이 곳에서 사살되면서 25년간에 걸친 앙골라 내전이 종식되었다.